# Самсон Ієде
Самсон Ономіго Ієде (англ. Samson Onomigho Iyede; нар. 28 січня 1998, Орогун, Нігерія) — нігерійський футболіст, нападник данського клубу «Горсенс», який на правах оренди виступає за «Ворсклу».

## Життєпис
У липні 2023 року став гравцем одеського «Чорноморця». В офіційних матчах у складі «Чорноморця» дебютував 30 липня 2023 року у грі 1-го туру прем'єр-ліги чемпіонату України 2023—2024 між командами ЛНЗ (Черкаси) – «Чорноморець» (Одеса). Свій перший гол у складі «моряків» Ієде забив 12 серпня 2023 року у грі 3-го туру прем'єр-ліги чемпіонату України 2023—2024 між командами «Чорноморець» (Одеса) – «Оболонь» (Київ).